# Política externa de Portugal
A política externa de Portugal (ver página do Ministério dos Negócios Estrangeiros) está ligada ao seu papel histórico como figura proeminente da Era dos Descobrimentos e detentor do extinto Império Português. Portugal é um país membro da União Europeia e da OTAN. O país pode ser definido como um devoto proponente da integração Europeia e das relações transatlânticas. Feitos modernos incluem o papel que teve em conseguir a independência da sua antiga colónia de Timor-Leste, bem como várias Presidências do Conselho Europeu bem sucedidas.

## História
Historicamente a diplomacia Portuguesa tem consistido em preservar a sua independência face ao perigo de anexação à Espanha e em preservar a Aliança Luso-Britânica que existe desde 1294 e que se mantém nos dias de hoje com o sucessor de Inglaterra, o Reino Unido.
Outros objectivos têm sido também uma constante tal como a estabilidade política da Península Ibérica e a afirmação dos interesses de Portugal na Europa e no Atlântico (também no Oceano Índico e Pacífico em diferentes tempos históricos).
As ligações de Portugal à França também permanecem fortes e o país é considerado um dos principais parceiros políticos de Portugal.
Recentemente a primazia em relação aos Estados Unidos e a organizações inter-governamentais tais como a NATO e as Nações Unidas têm também sido de primeira importância na afirmação de Portugal no estrangeiro.
Portugal reclama ainda à Espanha o território disputado de Olivença na fronteira Luso-Espanhola.

## Linhas da política externa
Portugal tem beneficiado significativamente da União Europeia e é um proponente da integração Europeia. Esteve na presidência do Conselho Europeu pela segunda vez durante a primeira metade do ano 2000. Portugal aproveitou essa ocasião para lançar um diálogo entre a UE e África, e para tornar a economia Europeia mais dinâmica e competitiva. Em 2002, o Euro substituiu o Escudo como moeda de Portugal. 
Portugal foi um membro fundador da NATO; é um membro activo da aliança, ao, por exemplo, contribuir proporcionalmente com grandes contingentes nas forças da paz nos Balcãs. Portugal propôs a criação da Comunidade dos Países de Língua Portuguesa (CPLP) para melhorar os seus laços com os outros países falantes do Português. Adicionalmente, Portugal tem participado, juntamente com a Espanha numa série de cimeiras Ibero-Americanas. Portugal advogou firmemente a independência de Timor-Leste, uma antiga província ultramarina, enviando tropas e dinheiro para Timor-Leste, em estreita colaboração com os Estados Unidos, aliados Asiáticos e a ONU. 
Portugal esteve na presidência da Organização para a Segurança e Cooperação na Europa (OSCE) no ano de 2002. O presidente em funções foi o Ministro dos Negócios Estrangeiros – António Martins da Cruz.